# Mylabris coerulescens
Mylabris coerulescens is een keversoort uit de familie van oliekevers (Meloidae). De wetenschappelijke naam van de soort is voor het eerst geldig gepubliceerd in 1841 door Gebler.